# 太田良治
太田 良治（おおた よしはる、1956年1月18日 - ）は、日本の電気技術者、実業家。ユアテック相談役。2021年6月から2025年4月までは同社社長を歴任した。

## 来歴
秋田県由利本荘市出身。1978年明治大学工学部電気工学科卒業、東北電気工事（現ユアテック）入社
。入社後は、設備部門や営業部門を長く歩む
。2011年執行役員、2014年取締役、2015年常務取締役、2017年代表取締役専務、2018年同副社長を歴任する。2021年6月24日、代表取締役社長に就任。これまでユアテック前身の東北電気工事を含め、親会社の東北電力出身者が社長を務めてきたが、生え抜きが社長に就任するのは初めてである。受注競争が激化する中、社員の士気を高める狙いがあるとみられる。

## 略歴
- 1978年3月 明治大学工学部電気工学科 卒業[4]
- 1978年4月 東北電気工事株式会社 入社[4]
- 1991年4月 株式会社ユアテック 社名変更[4]
- 2011年6月 同社 執行役員営業本部電気設備部長[4]
- 2014年6月 同社 取締役情報通信部長[4]
- 2015年6月 同社 常務取締役営業本部副部長兼情報通信部長[4]
- 2017年6月 同社 専務取締役営業本部長[4]
- 2018年4月 同社 代表取締役副社長営業本部長[4]
- 2019年6月 同社 代表取締役副社長 副社長執行役員営業本部長[4]
- 2021年6月 同社 代表取締役社長 社長執行役員[4]
- 2025年4月 同社 相談役[5]

## 人物
趣味はテニスと登山。